# Bicoin
Pour un article plus général, voir Coinceurs (escalade).

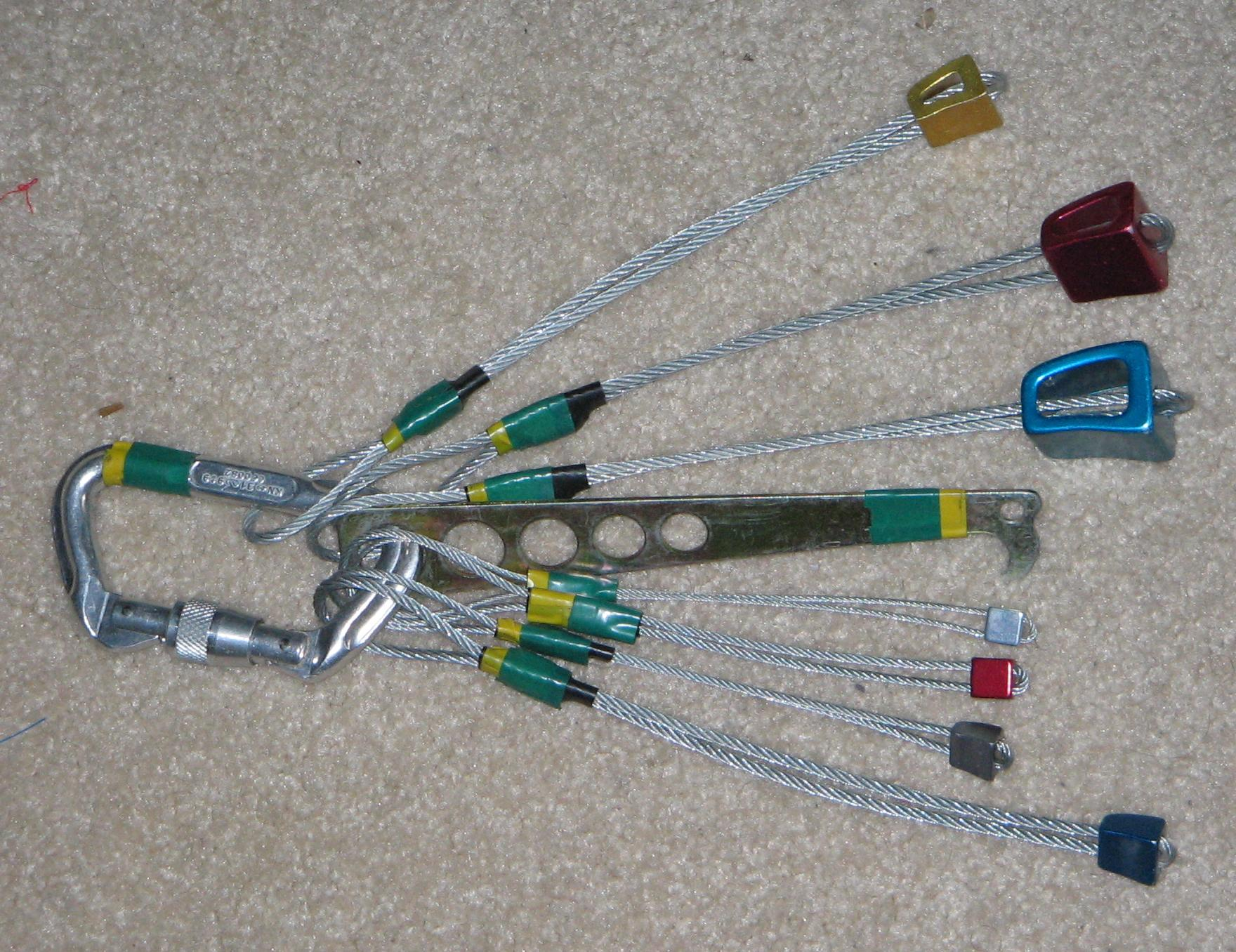
Assortiment de bicoins et décoinceur.

En escalade, un bicoin, coinceur à câble ou cablé est un coinceur non mécanique en métal, généralement de forme pyramidale tronquée, monté sur un câble. C'est un équipement de protection individuelle du grimpeur en tête qu'il utilise comme point d'ancrage pour son assurage. Il peut le coincer dans une fissure du rocher, de façon horizontale, verticale ou oblique.

## Typologie
Les bicoins sont disponibles dans de nombreux styles et tailles selon le fabricant. La plupart sont faits en aluminium. Les plus basiques sont plats et lisses, les plus évolués ont des faces profilées et arrondies, plus stables dans la fissure. Les bicoins les plus grands peuvent être montés sur une sangle en Dyneema à la place d'un câble, mais cela est devenu peu courant. Les bicoins sont proches des Hexcentrics, mais non interchangeables.
Les bicoins sont aussi parfois câblés ou stoppers, Stopper étant le nom d'une gamme de coinceurs produits par Black Diamond Equipment Ltd.

## Utilisation
Pour tenir en place, le bicoin est glissé dans une faille du rocher dont les bords se resserrent vers le bas. Sa taille doit être choisie de manière à ne pas pouvoir sortir de la fissure. Éventuellement, deux bicoins peuvent être jumelés, c'est-à-dire accolés, pour former un bicoin de la taille voulue. Le bicoin est maintenu en place, afin qu'il ne bouge pas avec les vibrations transmises par la corde, en tirant un coup sec sur son câble. Un petit outil, le décoinceur, en forme de lame se terminant par un crochet, permet d'aider à récupérer le bicoin lorsque la voie est déséquipée.
Les plus petits bicoins sont connus sous le nom de micro-coinceurs et sont faits en acier, cuivre, ou d'un alliage. Leur câble est généralement soudé à l'intérieur, contrairement à ceux passés en boucle par des trous dans le bicoin. Ils sont le plus souvent utilisés en escalade artificielle, et leur valeur de protection (pour arrêter une chute) est généralement considérée comme marginale en raison de leur faible résistance et de la très petite surface en contact avec le rocher. Le plus petit des micro-coinceurs peut faire moins d'un centimètre cube.

## Histoire
Les grimpeurs anglais des années 1950 ont été les premiers à utiliser les bicoins comme protection. L'éthique très stricte interdisait l'utilisation des pitons, ils prirent des vieux écrous le long des rails des chemins de fer, grimpèrent avec ceux-ci dans leurs poches, et les utilisèrent comme coins. Cette technique nouvelle leur donnant la possibilité d'une assurance fiable pour l'ascension de voies nouvelles difficiles en contournant l'interdiction de planter des pitons.
En 1972, quand l'escalade propre devint une préoccupation aux États-Unis, Yvon Chouinard commença à produire des coins spécialement conçus pour l'escalade, avec leur forme familière, toujours en usage. Les grimpeurs comme Henry Barber et John Stannard ont aidé à populariser leur utilisation, en particulier une fois découvert qu'un coinceur était plus léger, souvent plus facile à poser en grimpant et au moins aussi sûr, si ce n'est plus, qu'un piton bien placé.